# Гаррієт Гадсон
Гаррієт Гадсон (англ. Harriet Hudson; нар. 23 січня 1998) — австралійська веслувальниця, бронзова призерка Олімпійських ігор 2020 року.

## Виступи на Олімпіадах
| Олімпіада  | Дисципліна     | Місце |
| ---------- | -------------- | ----- |
| Токіо 2020 | парні четвірки | 3     |
| Париж 2024 | парні двійки   | 7     |

## Зовнішні посилання
- Гаррієт Гадсон [Архівовано 6 червня 2021 у Wayback Machine.] на сайті FISA.
- Гаррієт Гадсон на сайті Міжнародної федерації веслувального спорту